# Eurysternacris zolotarewskyi
Eurysternacris zolotarewskyi är en insektsart som beskrevs av Lucien Chopard 1947. Eurysternacris zolotarewskyi ingår i släktet Eurysternacris och familjen gräshoppor. Inga underarter finns listade i Catalogue of Life.